# Midtown Tower
Midtown Tower (яп. ミッドタウンタワー миддо таун тава:) — многофункциональный небоскрёб, расположен в квартале Акасака токийского специального района Минато. Строительство небоскрёба было завершено в 2007 году, до 2014 года он являлся самым высоким зданием в Токио. Небоскрёб возвышается на 248,1 метров. В здании находятся многочисленные офисы компаний и крупный отель Ritz-Carlton в Токио.

## Строительство
Расположенная в центре Токио, башня является самой высокой из шести зданий, расположенных на территории её комплекса. Официальное торжественное открытие состоялось 31 марта 2007 года, несмотря на то, что офисы были открыты с февраля. Здание было спроектировано чикагской архитектурной фирмой Skidmore, Owings and Merrill с помощью Nikken Sekkei Ltd. и построено корпорациями Takenaka и Taisei.

## Коммерческая деятельность в Midtown Tower
Как многофункциональный объект, 54-этажная башня используются по-разному. Несколько конференц-залов полностью занимают 4-й этаж. 5-й этаж является офисом Tokyo Midtown Hub, здесь также находятся галереи и выставочные площади. Медицинский центр Tokyo Midtown расположен на 6-м этаже. Это медицинское учреждение основанное на сотрудничестве с университетом Джонса Хопкинса. В отличие от аналогичных небоскрёбов, у Midtown Tower на пятьдесят четвёртом этаже нет смотровой площадки для посетителей.

### Арендаторы офисов
От 7 до 44 этажа площади здания занимают арендаторы. Среди них:
- Cisco Systems
- Fast Retailing
- Herbert Smith
- Hudson Soft
- Nikko Asset Management
- State Street Bank
- Yahoo! Japan

### Токийский Ritz-Carlton
Этажи с 45 до 53 занимает 248-комнатный отель Ritz-Carlton Tokyo. Он был разработан известным декоратором Фрэнком Николсоном.